# Élections législatives croates de 2003
 (signalé en juillet 2025).
Si vous disposez d'ouvrages ou d'articles de référence ou si vous connaissez des sites web de qualité traitant du thème abordé ici, merci de compléter l'article en donnant les références utiles à sa vérifiabilité et en les liant à la section « Notes et références ».
- Archive Wikiwix
- Bing
- Cairn
- DuckDuckGo
- E. Universalis
- Gallica
- Google
- G. Books
- G. News
- G. Scholar
- Persée
- Qwant
- (zh) Baidu
- (ru) Yandex
- (wd) trouver des œuvres sur Wikidata

Les élections législatives croates de 2003 (en croate : Hrvatski parlamentarni izbori 2003) se tiennent le dimanche 23 novembre 2003, afin d'élire les 151 députés de la 4e législature du Parlement pour un mandat de quatre ans.